# Johann Christian Kestner

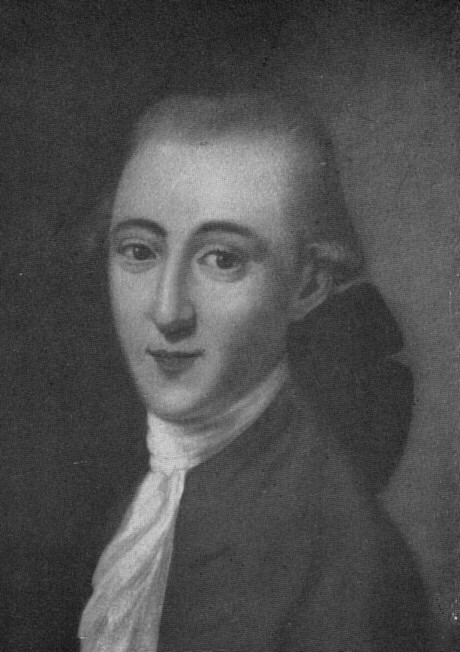
Johann Georg Christian Kestner

Johann Christian Kestner (Döhren, Hannover 28 de agosto de 1741 - Lüneburg, 24 de mayo de 1800) fue un jurista y archivista alemán, conocido por ser el esposo de Charlotte Buff, en quien se basaba el personaje "Lotte" en la novela Las cuitas del joven Werther.

## Vida
La familia Kestner pertenecía a las Buenas Familias (Hübsche Familien) del siglo XVII a XIX. Johann Christian era secretario (1767-1773) en la Cámara de la Corte Imperial en Wetzlar, cuando conoció a Charlotte Buff, hija de un funcionario público y alto cargo de la Orden Teutónica y se comprometieron. El joven Johann Wolfgang von Goethe estuvo asimismo en 1772 haciendo prácticas de abogacía en el tribunal de Wetzlar y los conoció a los dos. Él se enamoró de la encantadora, alegre y optimista "Lotte", cuando ella ya estaba comprometida. Ese amor y el suicidio por desamor de Karl Willhelm Jerusalem, compañero en abogacía, con la pistola de Kestner fueron el motivo y "materia prima" para la novela epistolar más conocida de Goethe Las cuitas del joven Werther publicada en 1774. "Lotte" en la novela tiene características de la verdadera Charlotte y su esposo Kestner fue caracterizado como "Albert". Después del enlace en 1773 en Wetzlar, la pareja se muda a Hanover, donde Kestner tiene un puesto como vicearchivero y consejero real entre Gran Bretaña y Hanover. El matrimonio Kestner tuvo 12 hijos, el hijo mayor Georg (* 1774) fue ahijado de Goethe. El hijo August Kestner fue diplomático y coleccionista de arte. La familia vivió en un principio en la calle Aegiden, después se mudaron a la calle Großer Wall (hoy en día: Georgswall). Kestner murió en un viaje de trabajo a Luneburgo, su tumba no se conserva. El sepulcro de su esposa Charlotte se encuentra en el Cementerio histórico de Hanover. Hubo un hijo político de Johann Christian Kestner y Charlotte Buff, Georg Ludwig Friedich Laves, que fue director arquitecto en Hanover.